# Pleurota protasella
Pleurota protasella is een vlinder uit de familie sikkelmotten (Oecophoridae). De wetenschappelijke naam is voor het eerst geldig gepubliceerd in 1883 door Staudinger.
De soort komt voor in Europa.